# Erica brownii
Erica brownii är en ljungväxtart som beskrevs av E.G.H. Oliver. Erica brownii ingår i släktet klockljungssläktet, och familjen ljungväxter. Inga underarter finns listade i Catalogue of Life.